# Luis Ortiz (boxe anglaise, 1979)
Pour les articles homonymes, voir Luis Ortiz.
Luis Ortiz est un boxeur professionnel cubain né le 29 mars 1979. Il a détenu le titre intérimaire WBA des poids lourds de 2015 à 2016 et a disputé le titre WBC de cette catégorie à deux reprises, en 2018 et 2019. En amateur, il a remporté une médaille d'argent à la coupe du monde de boxe 2005. Surnommé « King Kong », il est connu pour sa puissance de frappe. En novembre 2021, il était classé huitième meilleur poids lourds en activité au monde par le magazine The Ring.

## Carrière amateur
Ortiz a longtemps été membre de l'équipe nationale cubaine sans toutefois réussir au plus haut niveau international.
Médailles remportées lors des championnats de Cuba
- 2002 – médaille d'argent, 95kg
- 2003 – médaille de bronze, +91kg
- 2005 – médaille d'argent, 91kg
- 2006 – médaille d'or, 91kg

Résultats internationaux
- 2005 – Championnats panaméricains, Brésil – médaille d'or, 91kg
- 2005 – Coupe du monde (compétition par équipes), Russie – médaille d'argent, 91kg
- 2005 – Championnats du monde, Chine – quart de finaliste, 91kg

Ortiz a un bilan amateur de 343 victoires et 19 défaites.

## Carrière professionnelle

### Début de carrière
Ortiz, âgé de 30 ans, a fait ses débuts le 16 février 2010 contre le boxeur américain Lamar Davis (4-1, 1 KO) lors d'un combat prévu en 4 rounds au Seminole Hard Rock Hotel and Casino d'Hollywood, en Floride. Ortiz a remporté le combat par KO technique en un peu moins de 80 secondes au premier round. Ortiz a combattu à nouveau au Seminole Hard Rock Hotel and Casino pour son deuxième combat professionnel le 15 juin suivant contre Charles Davis, âgé de 39 ans. Il s'est imposé par arrêt de l'arbitre au 4e round. Lors de son troisième combat, il a remporté le titre vacant WBC FECARBOX des poids lourds face à Kendrick Releford, 28 ans (22-13-2, 10 KO), le 24 août 2010. Releford a été mis au tapis une fois au 2e round et Ortiz a remporté le combat par décision unanime en 8 rounds : 80-72, 79-72 et 79-72. 
Ortiz a remporté ses deux combats suivants par arrêt au 8e round contre Zack Page et Francisco Álvarez (12-1, 10 KO), portant son bilan à 5 victoires en autant de combats, dont 4 avant la limite. Ortiz a ensuite combattu au Double Tree Westshore Hotel de Tampa, en Floride, le 28 janvier 2011, contre Rubén Rivera (3-5, 1 KO). Rivera a été déduit de 2 points de pénalité au 4e round puis disqualifié au round suivant après 5 coups bas.

### Succès régional
Luis Ortiz a combattu deux fois en avril 2011, battant d'abord Jerry Butler au troisième round, puis mettant KO l'ancien challenger pour le titre mondial Bert Cooper (38-22, 31 KO) en 2 rounds. Il a ensuite combattu Corey Winfield (4-7, 2 KO) âgé de 27 ans en mai au Rec Center de Wilson, en Caroline du Nord. Ortiz a remporté le combat par KO au 3e round. Le 3 juin, le boxeur cubain a combattu au A La Carte Event Pavilion de Tampa, en Floride, contre Jason Barnett (12-13, 6 KO), âgé de 36 ans, remportant le combat au premier round après avoir mis Barnett à terre à deux reprises. Il a combattu deux semaines plus tard en sous-carte du combat pour le titre des poids moyens entre Gennady Golovkin et Kassim Ouma à l'Arena Roberto Durán au Panama, contre l'ancien challenger pour le titre mondial des poids-lourds Luis Andres Pineda (22-9-1, 18 KO). Il s'agissait du titre WBC FECARBOX des poids lourds ainsi que du titre vacant WBA Fedelatin des poids lourds. Ortiz a remporté le combat en stoppant Pineda au 6e round. Un mois plus tard, Ortiz a défendu son titre WBA Fedelatin des poids lourds contre Henry Saenz (22-8-1, 18 KO) au Gimnasio Nacional de San José, au Costa Rica. Il a remporté le combat par arrêt de l'arbitre au troisième round.
En février 2012, Ortiz affronte Epifanio Mendoza, 36 ans (32-13-1, 28 KO), au Community Center de Floride, pour les titres vacants WBO et WBC des poids lourds latinos, lors d'un combat prévu en 10 rounds. Il remporte le combat au 7e round, après la disqualification de Mendoza pour un coup bas intentionnel. Fin octobre, Ortiz combat trois fois en 18 jours en République dominicaine. Il met KO José Santos Peralta en 2 minutes et 24 secondes au premier round ; bat le débutant Juan Carlos Antonio Maldonado au premier round et met KO Santiago De Paula en 4 rounds.
Après une pause de 8 mois, Luis Ortiz combat en juillet 2013 contre Joseph Rabotte, qui enchaîne 10 défaites consécutives. Officiellement annoncé comme un KO au troisième round, la commission athlétique de Caroline du Nord annule le KO en appel, jugeant que Rabotte est tombé accidentellement du ring, ce qui se traduit par un verdict « sans décision » car le combat s'est terminé avant le début du 4e round et qu'il ne peut donc pas être comptabilisé. Le 3 avril 2014, dans ce qui est considéré comme son adversaire le plus renommé à ce stade de sa carrière, Ortiz affronte l'ancien challenger au titre mondial Monte Barrett, 42 ans (35-10-2, 20 KO), au Fantasy Springs Casino d'Indio, en Californie. Barrett, qui acceptait ce combat au pied levé, reçoit un direct du gauche sur le nez et s'effondre sur son genou droit, après quoi l'arbitre Caiz arrête le combat sans décompte. Barrett annonce sa retraite après cette défaite. Ortiz a réussi 49 coups sur 137 lancés tandis que Barrett a réussi 24 coups sur 83 lancés. 

#### Ortiz contre Kayode
En août 2014, le site Boxing Scene rapportait qu'Ortiz obtiendrait sa première opportunité de titre mondial en combattant pour le titre intérimaire WBA des poids lourds vacant contre l'ancien prétendant invaincu Lateef Kayode (20-0, 16 KOs) le 11 septembre au Hard Rock Hotel & Casino de Las Vegas, dans le Nevada. Le match devait être diffusé sur Fox Sports 1. Ortiz a mis Lateef Kayode au tapis dès le premier round pour remporter ce titre WBA secondaire. Après le combat, Kayode a déclaré que le knockdown était une glissade et a déclaré l'arrêt prématuré. Par ailleurs, Ortiz a été contrôlé positif à une substance interdite après le combat,,.
Le 27 octobre 2014, la commission athlétique de l'État du Nevada a reporté la prise de décision visant à potentiellement modifier le résultat en attendant qu'une audience complète ait lieu car Ortiz n'était pas encore prêt à témoigner à cette date,.
Finalement suspendu 9 mois, Ortiz a combattu en sous-carte du combat pour le titre mondial des poids moyens Lemieux contre N'Dam N'Jikam le 20 juin 2015, au Centre Bell de Montréal, au Canada, contre l'Américain de 35 ans Byron Polley (27-18-1, 12 KO). Il s'est imposé par arrêt de l'arbitre au premier round.

### Champion intérimaire des poids lourds de la WBA

#### Ortiz contre Vidondo
Un an après avoir été déchu, Ortiz a eu une seconde chance de devenir champion du monde par intérim, cette fois contre l'Argentin Matias Ariel Vidondo en sous-carte de Golovkin contre Lemieux, le 17 octobre au Madison Square Garden de New York. Ortiz devait affronter l'ancien champion WBC Bermane Stiverne (24-2-1, 21 KO), mais son promoteur Don King a refusé de signer le contrat malgré l'accord initialement conclu. Golden Boy Promotions a alors engagé Vidondo, un inconnu de 38 ans, pour le combat. Vidondo a été mis à terre une fois au deuxième round après avoir été secoué d'un direct du gauche en fin de round. Ortiz a remporté le combat par KO au troisième round, après l'avoir envoyé au tapis d'un puissant crochet du droit. 

#### Ortiz contre Jennings
Le 21 octobre 2015, HBO a annoncé qu'Ortiz aurait son premier véritable test contre l'ancien challenger au titre mondial Bryant Jennings (19-1, 10 KOs) le 19 décembre au Turning Stone Casino de Verona, dans l'État de New York. Le combat était initialement prévu en sous-carte de Golovkin face à Lemieux, mais aucun accord n'a été trouvé. Ortiz a remporté le combat au septième round, conservant ainsi son titre intérimaire. La puissance d'Ortiz était trop forte pour Jennings, qui l'a touché durement à plusieurs reprises en début de combat. Après quatre rounds d'action en va-et-vient, Ortiz a semblé prendre le dessus au cinquième, achevant Jennings au septième round avec un uppercut gauche qui a envoyé l'ancien challenger au titre mondial face contre terre,. Après le combat, Ortiz a interpellé ses collègues poids lourds Deontay Wilder, Tyson Fury et Wladimir Klitschko, déclarant qu'il était prêt à prouver qu'il était le meilleur de la catégorie des poids lourds. C'était la première fois qu'Ortiz était la tête d'affiche d'une carte sur HBO Boxing After Dark, le combat ayant attiré en moyenne 616 000 téléspectateurs et atteignant un pic de 735 000 téléspectateurs. C'était la première défaite par arrêt de Jennings dans sa carrière professionnelle. Il a ainsi amélioré son record à 24-0 avec 21 KO et a par la suite été classé n°1 par la WBA.

#### Ortiz contre Thompson
Le 9 février 2016, il a été annoncé qu'Ortiz défendrait son titre WBA intérimaire contre le vétéran poids lourds Tony Thompson (40-6, 27 KO) au DC Armory, à Washington, le 5 mars. Ortiz a déclaré que ce n'était « qu'une étape de plus sur son chemin vers le titre de champion du monde unifié des poids lourds ». Il a ensuite été annoncé, le 1er mars, que ce combat ne serait plus pour le titre WBA intérimaire, simplement parce que Thompson n'était pas classé dans le top 15 de la WBA à l'époque. Thompson avait en effet perdu trois de ses cinq derniers combats, son dernier combat étant une défaite aux points contre Malik Scott en octobre 2015. Thompson a également été battu par Carlos Takam et Kubrat Pulev au cours des trois dernières années. Le soir du combat, devant 4 585 spectateurs, Ortiz a mis Thompson au tapis aux rounds 1, 3 et 6. Thompson s'est relevé, mais l'arbitre Malik Waleed a arrêté le combat. Les juges donnaient tous Ortiz en tête sur leur carte de pointage au moment de l'arrêt : 50-43, 48-47 et 50-43. Le combat, diffusé en direct sur HBO Boxing After Dark, a attiré en moyenne 740 000 téléspectateurs, avec un pic à 807 000. Il s'agissait d'une augmentation par rapport à son précédent combat contre Jennings,.

#### Défenses annulées
Après la victoire d'Ortiz sur Jennings, la WBA souhaitait que Golden Boy Promotions organise un combat entre Ortiz et Aleksandr Oustinov, aspirant classé n°5 WBA. Initialement, le combat semblait voué à l'échec, et Ortiz a affronté Thompson à la place. Cependant, en mai 2016, un accord a été annoncé pour qu'Ortiz affronte Oustinov aux États-Unis, le combat devant être diffusé sur HBO, qui avait également diffusé les deux derniers combats d'Ortiz. Le combat devait avoir lieu en sous-carte du combat de Saul Alvarez le 17 septembre au AT&T Stadium d'Arlington, au Texas. Le vainqueur se rapprocherait d'une chance au titre mondial contre le vainqueur du combat revanche entre Tyson Fury et Wladimir Klitschko, qui a finalement été annulé après que Fury ait été déclaré « médicalement inapte ». Selon le promoteur d'Oustinov, Vladimir Hryunov, le combat a été retiré de la carte le 2 août, déclarant qu'Ortiz était « problématique et a fait échouer la tenue du combat ». La WBA a ordonné qu'une enchère pour la bourse ait lieu le 15 août dans ses bureaux de Panama City, le montant minimal étant de 600 000 $. Ortiz avait droit à 60 %, ce qui signifie qu'il gagnerait au moins 360 000 $, et Oustinov à 40 %, soit au moins 240 000 $.
En octobre, un accord a été conclu pour qu'Ortiz défende son titre WBA intérimaire contre le poids lourd français Carlos Takam le 12 novembre à Monte-Carlo. Cependant, ce combat a également été annulé après l'annonce un peu plus tard que Takam affronterait Johann Duhaupas pour le titre WBC Silver,.

### Signature avec Matchroom
Ortiz a signé un contrat lucratif avec Matchroom Sport, la société du promoteur Anglais Eddie Hearn, le 9 octobre 2016, estimant qu'il s'agissait du « moyen le plus rapide d'accéder à la célébrité ». Grâce à ce contrat, Ortiz est devenu le premier boxeur étranger à signer avec cette société de promotion. Il a été révélé plus tard que le contrat était établi sur la base d'un combat après l'autre et non d'un nombre garanti de combats.
Le lendemain, il a été confirmé qu'Ortiz combattrait pour le titre vacant WBA Intercontinental des poids lourds en tant qu'affiche principale de l'évènement « Monte-Carlo Boxing Bonanza » contre l'Américain Malik Scott (38-2-1, 13 KOs) le 12 novembre suivant. Il s'agissait des débuts européens d'Ortiz. Le cubain a gagné par décision unanime après 12 rounds contre un Scott très défensif. Scott est tombé à plusieurs reprises pendant le combat mais l'arbitre a considéré qu'il s'agissait de glissades. Ortiz a mis Scott au tapis aux rounds 4, 5 et 9, les juges ayant rendu des cartes de 120-105, 120-106 et 119-106, tous en faveur d'Ortiz, qui a ainsi aisément remporté le titre vacant WBA Intercontinental. À un moment donné au premier round, l'arbitre a arrêté le combat simplement pour dire à Scott de se battre car il n'avait pas donné un seul coup de poing. Scott a commencé à s'impliquer dans le combat après la mi-combat, en lançant quelques contre-attaques mais sans vraiment affecter Ortiz. Dans un combat sans éclat, Ortiz a réussi 146 coups sur 472 (31 %), tandis que Scott a réussi 45 coups sur 155 (29 %),.
Après la victoire d'Ortiz sur Scott, un combat revanche est évoqué. Le boxeur britannique David Allen (9-1, 6 KO) a fait entendre sa voix et a contacté Eddie Hearn pour un éventuel combat. Le 23 novembre, le combat a été officiellement convenu en sous-carte du combat pour le titre IBF des poids lourds entre Anthony Joshua et Éric Molina, le 10 décembre à la Manchester Arena, en Angleterre. Allen a commenté le match : « Je ne pense pas qu'il soit aussi prometteur, mais je vais lui donner plus d'occasions que Malik Scott de montrer qu'il est un vrai combattant. Je vais me tenir devant lui et voir de quoi il est capable. Je vais me tenir debout et échanger, car je ne peux rien faire d'autre. Attendez-vous à un combat, c'est sûr»,. Ortiz remporte la victoire par KO au septième round. La fin est survenue alors qu'Allen encaissait une lourde punition contre les cordes. Ortiz a lancé des crochets gauches et des uppercuts jusqu'à ce que l'arbitre n'arrête le combat.
Après la victoire contre Allen, Ortiz a été nommé challengeur obligatoire du vainqueur du combat d'unification WBA, IBF et IBO entre Anthony Joshua et Wladimir Klitschko.

### Signature avec Al Haymon
Le 29 mars 2017, Ortiz a signé un accord avec le promoteur de boxe Al Haymon. Son premier combat était prévu le 22 avril 2017,.
Le lendemain, il a été révélé qu'il participerait à la sous-carte du combat éliminatoire pour le titre mondial Shawn Porter contre Andre Berto, le 22 avril au Barclays Center de New York, contre le combattant de 36 ans Derric Rossy (31-12, 15 KO), dans un combat prévu en 10 rounds. Avant ce combat, Rossy n'avait remporté que deux de ses six derniers combats, mais était connu pour être un adversaire coriace,. Ortiz s'étant blessé au pouce droit à l'entraînement, le combat a finalement été annulé le 14 avril.

#### Affaire de dopage
Le 29 septembre 2017, il a été rapporté qu'Ortiz avait été testé positif à un test de dépistage de drogues effectué par la VADA, une organisation du programme de boxeurs propres de la WBC. Les substances détectées dans l'échantillon d'Ortiz étaient des diurétiques, le chlorothaizide et l’hydrochlorothiazide, utilisés pour traiter l'hypertension artérielle mais pouvant également servir d'agents masquants pour les substances améliorant les performances. L'échantillon d'urine a été prélevé le 22 septembre à Miami. Ortiz n'a jamais informé la VADA qu'il prenait des médicaments.

Le 9 octobre, Eddie Hearn, promoteur d'Anthony Joshua, a déclaré qu'Ortiz pouvait rester challenger obligatoire pour la WBA, Ortiz ayant jusqu'au 20 octobre pour demander un échantillon « B ». La WBA a attendu cette date avant de prendre une décision. Le 20 octobre, la WBA a finalement suspendu Ortiz et indiqué qu'il purgerait une suspension d'au moins six mois ; que son statut de challenger obligatoire serait supprimé et qu'il serait retiré du classement avec effet immédiat.
Le 2 novembre, la WBA a officiellement infligé à Ortiz une suspension allourdie à un an, le retirant immédiatement de ses classements et le rendant inéligible à combattre pour un titre WBA pendant cette période. Mendoza a déclaré qu'Ortiz n'avait jamais demandé qu'un échantillon « B » soit formellement testé, le faisant plutôt verbalement. Le président de la WBA, Gilberto Mendoza, a déclaré plus tard que la longévité de la suspension était également due au fait qu'Ortiz était un récidiviste, ayant déjà échoué à un test en 2014 pour les stéroïdes anabolisants. Une décision finale a par ailleurs été rendue par la WBC le 30 novembre, où Ortiz a été condamné à une amende de 25 000 $ US, mais a obtenu un laissez-passer, ce qui signifie qu'il resterait dans les classements,.

#### Retour sur le ring
Ortiz n'a pas perdu de temps pour remonter sur le ring. Le 4 décembre 2017, il a été annoncé qu'il participerait à une édition spéciale de Premier Boxing Champions le vendredi 8 décembre au Hialeah Park de Miami, en Floride. Il s'agissait de son premier combat en Floride depuis trois ans, contre son compatriote Daniel Martz (16-5-1, 13 KO) dans un combat prévu en 10 rounds. Ce combat a été ajouté tardivement en raison de l'annulation du combat entre Chad Dawson et Edwin Rodriguez, blessé à l'entraînement. Ortiz a rapidement battu Martz, le mettant au tapis au premier round d'un coup au corps avant de l'emporter par KO au deuxième round, l'envoyant tête la première sur le tapis suite à un crochet du gauche à la tête. Après le combat, Ortiz a interpellé Wilder, assis près du ring. Wilder lui répond : « Je te garantis que tu vas avoir ton combat» ,.

#### Ortiz contre Wilder
Le 19 décembre, les négociations ont repris entre Ortiz et Wilder, avec un combat potentiel pour le titre WBC des poids lourds de Wilder qui aurait lieu au Barclays Center de Brooklyn le 3 mars 2018. Selon RingTV le 30 décembre, un accord a été trouvé. Les termes ont été convenus le 12 janvier suivant et le combat a été officialisé le 23 janvier 2019,,. Wilder était pesé à son poids le plus bas depuis qu'il est devenu professionnel en 2008, en l'occurence à 214 livres. Ortiz pesait quant à lui 241¼ livres.
Les deux boxeurs ont entamé le combat avec prudence, Wilder lançant des jabs. Cependant, Ortiz a semblé plus prolifique lors des quatre premiers rounds, plaçant des contres et des combinaisons de coups. Wilder a pris le contrôle au cinquième round, mettant Ortiz au tapis une fois. Wilder a été sérieusement touché au septième round par un crochet du droit et un direct du gauche. Il s'est ensuite retrouvé coincé contre les cordes, encaissant des coups à la tête et au corps d'Ortiz. L'arbitre David Fields a surveillé de près Wilder, qui, à un moment donné, semblait presque hors de combat, mais a réussi à atteindre la fin du round. Bien qu'Ortiz n'ait pas réussi à mettre Wilder au tapis au septième round, les trois juges ont attribué le round 10-8 à Ortiz. Wilder a profité des huitième et neuvième rounds pour récupérer et a réussi à éviter d'encaisser davantage de coups durs tout en parvenant à toucher Ortiz d'une droite appuyée à la fin du neuvième round. Deontay Wilder a ensuite fait la différence sur son adversaire au dixième round, le faisant tomber à deux reprises avant que le match ne soit interrompu par l'arbitre David Fields. L'arrêt officiel du combat a eu lieu à 2:05 du dixième round, Wilder conservant ainsi son titre WBC devant 14 069 spectateurs.
Au moment de l'arrêt du combat, les trois juges avaient un score de 85-84 en faveur de Wilder. Après le combat, Wilder a parlé de sa victoire et a félicité Ortiz en ces termes : « King Kong n'a rien à m'envier. Un vrai champion trouve toujours le moyen de revenir, et c'est ce que j'ai fait ce soir. Luis Ortiz est vraiment rusé. Il a livré un superbe combat. On savait qu'il fallait l'épuiser. J'ai montré à tout le monde que je pouvais encaisser. Quand Ortiz partira ce soir, il gardera la tête haute. Il a offert un combat d'enfer aux fans. » Ortiz a également donné son avis sur le combat. Par l'intermédiaire d'un interprète, il a déclaré : « Je me sens bien. J'ai reçu une droite, mais ça va. J'écoutais les instructions de mon coin. Dans ce sport, n'importe quel coup peut mettre fin à un combat. C'était un superbe combat et j'ai bien performé. » Selon Compubox Stats, Wilder a réussi 98 coups sur 346 (28 %) et Ortiz 87 sur 363 (24 %). Pour ce combat, Wilder a empoché un salaire record de 2,1 millions de dollars et Ortiz une bourse de 500 000 dollars. L'événement a attiré la deuxième plus grande foule de boxe du Barclays Center après Thurman contre García, qui a réuni 16 533 spectateurs en mars 2017. Le combat a attiré en moyenne 1,1 million de téléspectateurs et a culminé à 1,2 million sur Showtime. La dernière fois que Showtime a dépassé le million de téléspectateurs, c'était en 2015, lorsque Wilder a battu Stiverne pour le titre WBC.

#### Ortiz contre Cojanu
Le 7 juillet 2018, la rumeur courait qu'Ortiz reviendrait pour un combat de 10 rounds le 28 juillet, en sous-carte du combat d'unification des poids légers WBC et IBF entre Mikey García et Robert Easter Jr., contre Joe Hanks (22-2, 14 KO) au Staples Center de Los Angeles. Trois jours plus tard, il était officiellement annoncé qu'Ortiz combattrait sur cette carte, mais qu'il affronterait plutôt l'ancien challenger au titre mondial Răzvan Cojanu (16-3, 9 KO),. Ortiz remporta le combat par KO au deuxième round. Il utilisa le premier round pour placer des crochets droits et des gauches à la tête de Cojanu. Après avoir été provoqué à plusieurs reprises au début du deuxième round, Ortiz toucha Cojanu d'une droite suivie d'un crochet gauche à la tête qui l'envoya au sol face la première. Cojanu parvint à se relever avant la fin du compte mais semblait sévèrement touché. L'arbitre a alors arrêté le combat à 2 minutes et 8 secondes. Après le combat, s'exprimant par l'intermédiaire d'un traducteur, Ortiz a déclaré : « Je veux affronter le tenant du titre unifié Anthony Joshua, mais il ne combat que des boxeurs qu'il est sûr de pouvoir vaincre. Je vais demander au gouvernement de me mettre en invalidité, peut-être que comme ça Joshua m'affrontera [...] Je ne reculerai devant aucun défi. Je suis prêt. ». Par ailleurs, la WBC a déclaré qu'elle n'imposerait pas le combat obligatoire Wilder contre Dominic Breazeale avant fin 2018, donc une revanche entre Wilder et Ortiz serait acceptable avant cette date.

#### Ortiz contre Kauffman
Le 24 octobre 2018, le manager d'Ortiz, Jay Jimenez, a annoncé qu'un accord avait été conclu pour qu'Ortiz affronte le boxeur américain Travis Kauffman (32-2) en sous-carte de l'affrontement entre Deontay Wilder et Tyson Fury le 1er décembre au Staples Center. Le combat, ainsi que le reste de la carte, a été finalisé le 9 novembre,. Dans la préparation de son combat contre Ortiz, Kauffman a remis en question les victoires précédentes de son adversaire à cause de plusieurs tests de drogue positifs. Dans le même temps, il a également loué les compétences pugilistiques d'Ortiz. Ce dernier est monté sur la balance à 241 livres et Kauffman pesait quant à lui 229 livres. Pour le combat, Ortiz était assuré de gagner 375 000 $ par rapport à la bourse de 125 000 $ de Kauffman. Le soir du combat, Ortiz a fait tomber Kauffman trois fois avant de gagner par arrêt de l'arbitre au dernier round. Le temps officiel d'arrêt était de 1 minute et 58 secondes du 10e round. Ortiz a dominé chaque round. Cependant Kauffman était toujours debout devant lui et a montré une bonne résistance, passant par ailleurs en cours de combat à une garde de gaucher, où il a eu un certain succès.
Dans ce combat, Ortiz a reçu deux avertissements pour coups bas. Au 6e round, il a placé une gauche qui a envoyé Kauffman au tapis. Ortiz, croyant avoir gagné, est monté sur les cordes supérieures et s'est frappé la poitrine, sa signature. Kauffman s'est relevé avant la fin du compte de l'arbitre et a terminé le round. Une autre gauche, cette fois à la mâchoire de Kauffman, l'a fait tomber une deuxième fois dans la première minute du 8e round. Kauffman s'est lentement relevé et a même remporté le reste du round. Dans la première minute du 10e round, Ortiz a placé une autre gauche faisant tomber Kauffman une troisième fois. Ortiz a accentué la pression avec de nombreux coups puissants, la plupart restés sans réponse, forçant l'arbitre Thomas Taylor à intervenir et à arrêter le combat,. Ortiz a porté 135 coups (dont 69 coups puissants) contre 37 pour Kauffman. Après le combat, Ortiz a déclaré qu'il cherchait à affronter une seconde fois Wilder.
Le 16 janvier 2019, il a été annoncé qu'Ortiz affronterait le poids lourds allemand Christian Hammer (24-5, 14 KOs) le 2 mars au Barclays Center de Brooklyn. Ortiz a déclaré que son objectif était toujours de devenir champion du monde et que ce combat permettrait de « rester actif » et de « nettoyer » le reste de la division. Le combat a été officialisé le lendemain, pour avoir lieu en sous-carte d'Erislandy Lara contre Brian Castaño, en direct sur Showtime. Le combat était prévu pour 10 rounds. Hammer a été pesé à 257 livres et Ortiz à 238,75 livres, soit son poids le plus légers en près de 3 ans et demi. Hammer était classé n°12 par la WBO à l'époque. Une foule annoncée de 7 329 spectateurs était présente au Barclays Center. Ortiz a été aux termes des 10 rounnds pour seulement la troisième fois de sa carrière professionnelle, dominant facilement Hammer aux points. Les trois juges ont attribué les scores de 100-90, 99-91 et 99-91 en faveur d'Ortiz. 
Ortiz a contrôlé le combat dès l'entame, touchant nettement Hammer avec des coups au corps au deuxième round. Les deux boxeurs avaient le nez en sang à mi-combat. Grâce à son jab, sa puissance et ses mouvements, il a gardé le contrôle du combat. Bien que Hammer ait lui aussi porté quelques coups solides, il n'a pas réussi à enchaîner.

#### Ortiz contre Wilder II
En septembre 2019, une revanche entre Ortiz et le champion WBC Deontay Wilder est annoncée puis confirmée pour le 23 novembre 2019. À la pesée, Ortiz affichait 107 kg et Wilder 99 kg. Lors du combat, Ortiz a dominé Wilder pendant la majeure partie du combat et menait sur les trois tableaux de pointage des juges (58-56, 59-55 et 59-55), mais il a finalement été stoppé par un direct du droit et mis KO au 7e round pour ce qui a été considéré comme le KO de l'année 2019.

#### Ortiz contre Flores
Le 7 novembre 2020, Ortiz a affronté Alexander Flores. Ortiz a mis Flores au sol après 45 secondes de combat avec un coup au corps, dont Flores n'a pas pu se remettre, mettant fin au combat par KO au premier round.

#### Ortiz contre Martin
Le 15 novembre 2021, ESPN a révélé qu'Ortiz et l'ancien détenteur du titre IBF des poids lourds, Charles Martin, avaient convenu de s'affronter le 1er janvier 2022, après que les deux combattants aient passé toute l'année 2021 sans un seul combat. Le combat a été officialisé deux jours plus tard comme l'événement principal d'une programmation de Fox. Ortiz est entré dans le combat en tant que favori,. Ortiz a justifié ce statut, en remportant le combat par arrêt au sixième round. Il a déstabilisé Martin avec une gauche avant de le mettre au tapis avec une rafale de coups de poing. Bien que Martin ait pu se relever, il a été rapidement mis au tapis pour la deuxième fois, ce qui a incité l'arbitre à mettre fin au combat. 
Martin a bien débuté le combat, parvenant à mettre Ortiz au tapis à deux reprises, aux premier et quatrième rounds. Martin menait au score au moment de l'arrêt du combat, avec des scores de 48-45, 48-45 et 47-46. Ortiz a empoché 1,5 million de dollars pour le combat, avec une bourse garantie de 500 000 dollars et un million de dollars supplémentaire provenant des parts pay-per-view.